# Pierzchno (wieś w województwie śląskim)
Pierzchno – wieś w Polsce, położona w województwie śląskim, w powiecie kłobuckim, w gminie Wręczyca Wielka.
Miejscowość leży w Częstochowskim Obszarze Rudonośnym. Na początku XIX wieku koło Pierzchna istniała kopalnia rud żelaza "Konstanty", będąca wówczas jedną z trzynastu kopalni w rejonie blachowieńskim.
W latach 1975–1998 miejscowość położona była w województwie częstochowskim.